# 이형주 (배우)
이형주 (1989년 5월 7일 ~ )는 대한민국의 배우이다.

## 학력
- 용인대학교 연극학과 학사

## 출연작

### 영화
- 《에이아이 허》 (2021년) - 태영 역
- 《낙인》 (2021년)
- 《리얼》 (2017년) - 시상식 사회자 역
- 《머드》 (2015년)
- 《꿈꾸는 아이》 (2015년) - 동우 역
- 《우리가 택한 이 별》 (2015년)
- 《차가운 공기》 (2014년) - 용이 역
- 《이것이 우리의 끝이다》 (2014년) - 손님들 역
- 《열여덟 반》 (2013년) - 승오 역

### 연극
- 《트로이의 여인들》
- 《한 여름 밤의 꿈》
- 《풍금소리》